# Recensement de Colombie de 1993
Le recensement de Colombie de 1993 est un recensement de la population lancé en 1993 à partir du 24 octobre dans la République de Colombie. La Colombie comptait alors 33 109 840 habitants.